# Betriebliche Übung
Als betriebliche Übung bezeichnet man im Arbeitsrecht den Umstand, dass ein Arbeitnehmer aus der regelmäßigen Wiederholung bestimmter Verhaltensweisen des Arbeitgebers zu Recht ableiten darf, dass der Arbeitgeber sich auch in Zukunft bzw. auf Dauer auf diese Art verhalten wird – etwa bei der Gewährung von Leistungen und Vergünstigungen – und dadurch Rechtsansprüche auf solche Leistungen begründet werden. Durch die betriebliche Übung werden freiwillige Leistungen des Arbeitgebers zu verpflichtenden, denen sich der Arbeitgeber nicht mehr einseitig entziehen kann.

## Anwendungsbereich
Ansprüche aus betrieblicher Übung sind überall dort denkbar, wo für das geltend gemachte Recht keine andere Anspruchsgrundlage besteht. Die Regelungen sind allerdings in Deutschland und Österreich verschieden. Häufige Anwendungsfälle sind (soweit freiwillig und nicht ohnehin nach dem Arbeits- oder Tarifvertrag bzw. der Betriebsvereinbarung geschuldet und geregelt):
- Gratifikationen wie Jubiläumszuwendung, Urlaubsgeld und Weihnachtsgeld;
- Prämien für quantitative („Akkordprämie“) oder qualitative Mehrleistungen („Güteprämie“),
- Urlaubsregelung (Vorgangsweise, wie der Urlaub verteilt wird und wie er angemeldet werden muss),
- Regelung von Krankmeldungen (wann die Krankmeldung schriftlich zu erfolgen hat, wer/wann zu informieren ist),
- Arbeitspausenregelung (Umfang und Lage der Pausen), Fahrtkostenzuschüsse.

Damit freiwillige Bonuszahlungen, Gratifikationen, Leistungszulagen oder Prämien nicht zur betrieblichen Übung werden, muss der Arbeitgeber ihre Freiwilligkeit schriftlich vor der Zahlung ausdrücklich dergestalt betonen, dass auch bei wiederholter Gewährung kein Rechtsanspruch des Arbeitnehmers besteht.

## Rechtslage in Deutschland
Betriebliche Übung ist ein im deutschen Arbeitsrecht gewohnheitsrechtlich anerkanntes Rechtsinstitut. Im Gesetz wird sie nicht definiert; sie wird aber in § 1b Absatz 1 Satz 4 BetrAVG vorausgesetzt.

### Voraussetzungen
Das Entstehen von individuellen, einklagbaren Ansprüchen aus Betrieblicher Übung setzt neben einem Umstandsfaktor (vorbehaltslose, je nach Ansicht auch gleichförmige Gewährung einer Leistung) immer auch einen Zeitfaktor (regelmäßige Wiederholung) voraus.
So entsteht beim Weihnachtsgeld betriebliche Übung, wenn es der Arbeitgeber drei Jahre hintereinander ohne Freiwilligkeitsvorbehalt zahlt. Der Arbeitnehmer kann dann darauf vertrauen, dass auch im vierten Jahr gezahlt wird.
Das Entstehen einer betrieblichen Übung ist auch dann nicht ausgeschlossen, wenn im Arbeitsvertrag mit einer (einfachen) Schriftformklausel jede Änderung des Vertrags der Schriftform bedarf. Selbst durch Anwendung einer doppelten Schriftformklausel kann nach Entscheidung des Bundesarbeitsgerichts am 20. Mai 2008 eine betriebliche Übung nur noch bedingt abgewendet werden.

#### Betriebliche Übung zugunsten neu eintretender Arbeitnehmer
Auch neu eintretende Arbeitnehmer haben gem. §§ 133, 157 BGB grundsätzlich Anspruch auf die im Zeitpunkt des Vertragsschlusses geltenden betrieblichen Übungen. Sie profitieren also gleichermaßen unabhängig von ihrer Beschäftigungsdauer. Einer ausdrücklichen Vereinbarung hierfür bedarf es nicht. Jedoch ist ein individualvertraglicher Ausschluss neu eintretender Arbeitnehmer zulässig, sofern dieser sachlich gerechtfertigt ist.

### Beendigung
Ein durch betriebliche Übung entstandenes Recht kann nicht durch einseitigen Widerruf oder Direktionsrecht des Arbeitgebers beseitigt werden. Er muss eine Änderungskündigung aussprechen. Allerdings soll eine bestehende betriebliche Übung nach der neueren Rechtsprechung des Bundesarbeitsgerichts, die auf vielseitige Kritik gestoßen ist, auch ohne Änderungskündigung durch eine neue, für den Arbeitnehmer ungünstigere betriebliche Übung abgelöst werden (Beispiel: drei Jahre unterbleibende Zahlung von Weihnachtsgeld, das bislang aufgrund Betrieblicher Übung gezahlt wurde, ohne dass Arbeitnehmer widersprechen). Voraussetzung ist aber, dass der Arbeitgeber seinen Willen zur Änderung der bisher bestehenden betrieblichen Übung eindeutig zum Ausdruck bringt.
Das Bundesarbeitsgericht lässt in Abkehr von seiner bisherigen Rechtsprechung die Beendigung einer betrieblichen Übung durch eine sog. gegenläufige betriebliche Übung wegen Verstoßes gegen § 308 Nr. 5 BGB nicht mehr zu (BAG vom 18. März 2009 10 AZR 281/08). Dabei wird die Leistung, auf die der Arbeitnehmer eigentlich einen Anspruch hat, vom Arbeitgeber nur noch unter dem ausdrücklichen Vorbehalt der Freiwilligkeit und schließlich nicht mehr gewährt.

### Sonderfall: Gewohnheitsrecht betr. Arbeitszeit?
1998 wies das Landesarbeitsgericht Hessen die Klage eines Arbeitnehmers ab, der seit mehreren Jahren im Nachtdienst tätig war und in den Tagesdienst eingeteilt wurde. Er begründete die Klage mit dem Gewohnheitsrecht, da er jahrelang immer die gleiche Arbeitszeit gehabt habe. Dadurch sei ein arbeitsvertraglicher Anspruch auf Einteilung in die Nachtschicht entstanden.
Das Gericht verwarf diese Auffassung – denn Voraussetzung für das Entstehen einer betrieblichen Übung sei ein übereinstimmender Wille beider Vertragspartner. Im vorliegenden Fall habe der Arbeitgeber nicht erkennen
lassen, mit der generellen Übernahme einer bestimmten Schicht einverstanden gewesen zu sein (LAG Hessen -9 Sa 1325/98). Überdies spricht gegen eine betriebliche Übung bezüglich der Arbeitszeit das Weisungsrecht des Arbeitgebers aus § 106 GewO.
Ein Arbeitsvertrag kann nicht zu Lasten des Arbeitnehmers geändert werden (sogenannte negative betriebliche Übung). Die vom BAG frühere vertretene Auffassung, dass dies möglich sei, hat das BAG nach der Schuldrechtsreform 2002 mit Verweis auf die Regelung in §§ 310 Abs. 4 S. 2, 308 Nr. 5 BGB aufgehoben.

### Rechtsdogmatische Einordnung

#### Vertrauenstheorie
Die in der Literatur herrschende Vertrauenstheorie begründet die Rechtsbindung der betrieblichen Übung mit dem beim Arbeitnehmer erweckten Vertrauen auf die Fortgewährung der bisherigen Leistungen oder Vergünstigungen. Dieser Vertrauenstatbestand erwirke nach Treu und Glauben (§ 242 BGB) eine Bindung des Arbeitgebers.

#### Vertragstheorie
Nach der Vertragstheorie, die auch das BAG vertritt, stellt das wiederholte Verhalten des Arbeitgebers ein konkludentes Vertragsangebot auf Beibehaltung oder Fortsetzung des Verhaltens in der Zukunft dar, das der Arbeitnehmer auch stillschweigend nach § 151 S. 1 BGB annehmen kann. Danach muss aus einer objektiven Arbeitnehmersicht (§§ 133, 157 BGB) in dem wiederholten Verhalten ein Erklärungstatbestand liegen, der unter Berücksichtigung aller Umstände auf einen entsprechenden Verpflichtungswillen schließen lässt.

## Rechtslage in Österreich
Die betriebliche Übung (auch Betriebsübung, seltener betriebliches Gewohnheitsrecht genannt) ist im Gegensatz zur Bundesrepublik Deutschland keine eigene Rechtsquelle, doch ist die praktische Auswirkung ähnlich.
Generell können Arbeitsverträge auch stillschweigend zwischen Arbeitnehmer und Arbeitgeber abgeändert werden (§ 863 ABGB). Dies auch bei Schriftformklauseln, da die Vertragsparteien Herren des Arbeitsvertrages bleiben und sich daher auch stillschweigend über die Schriftformklausel hinwegsetzen können. Voraussetzung ist lediglich der übereinstimmende Wille beider.
Bei der betrieblichen Übung gibt der Arbeitgeber durch ein bestimmtes Verhalten einseitig ein stillschweigendes Angebot auf Änderung des Arbeitsvertrages ab. Durch Annahme dieses Angebotes durch den Arbeitnehmer wird der Arbeitsvertrag ergänzt. Die betriebliche Übung ist  rechtsdogmatisch nichts anderes als eine stillschweigende Vertragsergänzung. Erst durch den dadurch abgeänderten Arbeitsvertrag erhält der Arbeitnehmer seinen Rechtsanspruch gegenüber dem Arbeitgeber auf Leistung der ehemals freiwilligen Vergütungen.

### Voraussetzungen
Aus der Konstruktion der stillschweigenden Vertragsergänzung ist auch erkennbar, welche Voraussetzungen die betriebliche Übung haben muss, damit der Arbeitnehmer einen Rechtsanspruch erwirbt: Voraussetzung ist die Willensübereinstimmung.
Das Angebot des Arbeitgebers muss daher erkennen lassen, dass dieser bereit ist, die angebotene Leistung auch zukünftig zu erbringen. Denn nur wenn auch zukünftig die Leistungserbringung in Aussicht gestellt wird, möchte der Arbeitgeber den Arbeitsvertrag ändern; für eine einmalige freiwillige Leistung kann ein Wille zur Änderung des Arbeitsvertrages nicht unterstellt werden. Daher ist für die betriebliche Übung eine Regelmäßigkeit Voraussetzung, wobei eine solche bereits bei zweimaliger Gewährung gegeben sein kann.
Das Anbot des Arbeitgebers darf nicht unter Vorbehalt ausgesprochen werden. Wenn er deutlich zum Ausdruck bringt, dass er die freiwillige Leistung nur erbringt, ohne den geltenden Arbeitsvertrag ändern zu wollen, er also deutlich auf die Freiwilligkeit aufmerksam macht und darauf hinweist, dass diese freiwillige Leistung unter Widerruf steht, so kann keine Betriebsübung entstehen, da keine Willensübereinstimmung mehr möglich ist. Wichtig ist dabei aber, dass der Arbeitgeber keine Zweifel an der Widerrufbarkeit der freiwilligen Leistung lässt. Der bloße Hinweis auf die Freiwilligkeit der Leistung reicht jedoch nicht aus, da das Wort freiwillig nur bedeute, dass die Zuwendung auf den ursprünglich freiwilligen Entschluss des Arbeitgebers zurückgeht; es wird damit nur die Unterscheidung zu den laut Kollektivvertrag geschuldeten Leistungen zum Ausdruck gebracht (OGH-Urteil vom 13. Oktober 1993, 9 ObA 265/93).
Das Anbot des Arbeitgebers muss mit seinem Wissen erbracht werden. Leistungen, die ohne Wissen des Arbeitgebers erfolgen – etwa im Arbeitsablauf – können keinesfalls zur betrieblichen Übung werden, auch wenn sie seit langer Zeit im Betrieb praktiziert werden.

#### Betrieblichen Übung zugunsten neu eintretender Arbeitnehmer
Sobald obige Voraussetzungen erfüllt sind (eine Leistung also regelmäßig und ohne Vorbehalt seitens des Arbeitgebers geleistet wird), kommen neu eintretende Arbeitnehmer ebenfalls in den Genuss der betrieblichen Übung.
Der Arbeitgeber kann aber das Entstehen der betrieblichen Übung bei Neueintritten verhindern, in dem er seinen mangelnden Willen zur Vertragsänderung deutlich zum Ausdruck bringt. Dies führt zu einer Zwei-Klassen-Belegschaft: Alten Arbeitnehmern, denen gegenüber die Betriebsübung schon entstanden ist, haben Anspruch auf die Leistung, während ihn neue Arbeitnehmer nicht haben. Allein diese Unterscheidung führt noch nicht zur Verletzung des Gleichbehandlungsgrundsatzes.

### Beendigung
Ansprüche aus betrieblichen Übungen sind nichts anderes als Ansprüche aus dem Arbeitsvertrag. Daher ist die einseitige Beseitigung der entstandenen betrieblichen Übung durch den Arbeitgeber nicht möglich; er kann also nicht einfach erklären, dass er künftig die Leistungen nicht mehr gewährt.
Die betriebliche Übung kann nur wieder durch (einvernehmliche) Vertragsänderung beseitigt werden. Eine solche benötigt stets die Zustimmung des Arbeitnehmers. Eine kollektive Zustimmung etwa durch den Betriebsrat ist nicht ausreichend, da die Änderung des Arbeitsvertrages einzig den jeweiligen Vertragspartnern zusteht. Zwar kann diese Zustimmung des Arbeitnehmers wieder stillschweigend erfolgen, doch ist hier zu berücksichtigen, dass ein Schweigen des Arbeitnehmers allein noch keine Zustimmung ist – denn sein Schweigen kann auch andere Gründe als jene der Zustimmung haben. Erst wenn mit Überlegung aller Umstände kein vernünftiger Grund überbleibt, an der Zustimmung des Arbeitnehmers zu zweifeln, liegt eine stillschweigende Zustimmung vor (§ 863 ABGB), wobei hier die Rechtsprechung recht restriktiv ist.
Ein gewisses Ungleichgewicht ist hier erkennbar: Eine betriebliche Übung entsteht stillschweigend relativ schnell, während dieselbe stillschweigend kaum aufgehoben wird. Dieses Ungleichgewicht gründet sich auf dem sozialen Schutzprinzip des Arbeitsrechts: Es wird eher vermutet, dass der Arbeitgeber sich zu weiteren Leistungen verpflichten möchte, als dass der Arbeitnehmer auf gewährte Leistungen verzichtet.
Eine betriebliche Übung kann auch durch (einseitige) Kündigung des Arbeitsvertrages durch den Arbeitgeber beseitigt werden. Damit wird aber das gesamte Arbeitsverhältnis beendet. Eine Teilkündigung, also die Kündigung nur jenes Teiles des Arbeitsvertrages, der die betriebliche Übung enthält, ist nicht zulässig; zulässig ist hingegen eine Änderungskündigung. In beiden Fällen (Kündigung und Änderungskündigung) ist aber ein eventuell bestehender allgemeiner oder besonderer Kündigungsschutz zu beachten.

### Beweislast
Da Ansprüche aus dem Titel der betrieblichen Übung nichts anderes sind als Ansprüche aus dem Arbeitsvertrag, ist der Arbeitnehmer verpflichtet, den Bestand der betrieblichen Übung (genauer: die Änderung seines Arbeitsvertrages) zu beweisen.